# Макао (фильм)
«Макао» (англ. Macao) — фильм режиссёра Джозефа фон Штернберга. Премьера картины в мире — 30 апреля 1952 года.

## Сюжет
Трое неизвестных прибывают в порт Макао: Ник Кокрейн (Роберт Митчем), циничный, но честный бывший военнослужащий, Джули Бенсон (Джейн Расселл), столь же циничная, знойная певица ночного клуба и Лоренс Трамбл (Уильям Бендикс), коммивояжер, который занимается продажей шелковых чулок и контрабандой.
Коррумпированный лейтенант полиции Себастьян (Томас Гомес) уведомляет владельца казино и подпольных игр босса мафии Винсента Хэллорана (Брэд Декстер) о вновь прибывших. Хэллоран ранее был предупреждён о тайных агентах полиции из Нью-Йорка, которые постараются заманить его в международные воды, где он может быть арестован. Из троих неизвестных подозрения мафиози падают на Ника. Он пытается подкупить озадаченного героя Митчема, чтобы тот оставил Макао, но Ник заинтересован в том, чтобы остаться. Джули же Хэллоран нанимает в качестве певицы и пытается добиться от неё правды о Кокрейне.
Позже Трамбл предлагает Нику комиссию, чтобы тот помог ему продать украденное бриллиантовое колье. Однако, когда Ник показывает Хэллорану алмаз из ожерелья, тот признаёт его подлинность и решает перепродать в Гонконге. Ника Хэллоран берёт в плен и решает допросить.
Ник охраняется двумя головорезами и ревнивой подругой Хэллорана Марджи (Глория Грэм). Обеспокоенная тем, что Винсент планирует променять её на Джули, Марджи позволяет Нику убежать от охранников. Во время ночной погони Трамбл пытается спасти Ника и погибает, так как его принимают за Кокрейна. Перед смертью он говорит Нику о полицейской лодке, ожидающей у берега. Когда Ник пытается уговорить Джули уйти с ним, он узнает, что Хэллоран пригласил её на поездку в Гонконг (для получения его имущества). Ник убивает приспешника Хэллорана Ицуми (Филип Ан). Он угоняет лодку и покидает Макао.

## В ролях
- Джейн Рассел — Джули Бенсон
- Роберт Митчем — Ник Кокран
- Томас Гомес — лейтенант Себастьян
- Уильям Бендикс — Лоуренс К. Трамбл
- Глория Грэм — Марджи
- Брэд Декстер — Винсент Хеллоран
- Филип Ан — Ицуми
- Эдвард Эшли — Мартин Стюарт
- Владимир Соколов — Кван Сум Танг
- Эверетт Гласс — Гарсия
- Филип Ван Зандт — таможенник (в титрах не указан)